# Мерлье, Мелпо
Мелпо Логотети (греч.  Μέλπω Λογοθέτη), более известная под фамилией мужа как Мелпо Мерлье (греч. Μέλπω Μερλιέ; 1889, Ксанти — 1979, Афины) — греческая музыковед и фольклористка XX века, основательница обществ «Музыкальные архивы Традиции» (Μουσικά Αρχεία της Παράδοσης) и «Центр Малоазийских исследований» (Κέντρο Μικρασιατικών Σπουδών). Мелпо Мерлье поставила своей целью спасение и фонографическую запись традиционной музыки и свидетельств малоазийского эллинизма, а также создание исследовательского центра, который со временем сделал Малоазийские исследования объектом исторической науки.

## Биография
Мелпо Мерлье родилась в, османском тогда, городе Ксанти в 1889, в семье греческого врача Мильтиада Логотетиса. Выросла в Константинополе.
Училась в пансионе благородных девиц Заппаса в Константинополе, где её учительницей фортепиано была София Спануди.
После смерти отца семья переехала в Женеву, где Мелпо училась в местной консерватории.
Вернувшись в Грецию после Балканских войн, в 1913 году, Мелпо выступила с концертами в разных греческих городах, а также в Константинополе и Египте.
Была назначена преподавательницей консерватории Пирея
В 1916 году написала и издала работу «Жизнь Бетховена».

## Франция
По окончании Первой мировой войны уехала во Францию и поступила на факультет новогреческого языка и филологии Сорбонны, где её преподавателем был французский эллинист Юбер Перно (Hubert Pernot, 1870—1946).
В 1921 году была назначена лектором греческого языка в Сорбонне.
Греческий историк Д. Фотиадис, впоследствии друг семьи Мерлье, писал что Мелпо ещё грезила о карьере пианистки. «К счастью», как пишет Фотиадис, «этого не случилось, и Мелпо дала Греции то, что не было сделано государством»:В-105.

## Музыковед
Летом 1922 года, Мелпо Логотети посетила Румелию (Среднюю Грецию) чтобы собрать демотические (народные песни).
Она упоминается как первая гречанка предпринявшая подобное исследование на месте а её работа как первая попытка собрания румелиотской песни.
В этом ей оказал содействие фольклорист Димитрис Лукопулос (1874—1943), сам родом из Средней Греции. Материал, который Мелпо собрала в этой своей поездке, был издан несколько позже, в 1931 году, в серии «Историческая и Фольклорная библиотека» «Общества распространения полезных книг», под заголовком «Песни Румелии». Книга содержала музыковедческое вступление и 96 страниц, с текстом и мелодией каждой песни.

## Мерлье
Мелпо вернулась во Францию и стала готовить свою диссертацию о греческой демотической (народной) песне. В этот период она познакомилась с французским филологом Октавием Мерлье, который был младше её на 8 лет. Мелпо Логотети вышла замуж за Мерлье в 1923 году и стала впоследствии известной под фамилией своего мужа.
Мерлье, по назначению, преподавал 2 года в лицее в Гавре.
Но в 1925 году он был назначен директором во Французский институт в Афинах и чета переехала в Грецию.

## Музыкальный архив
В 1929 году в Грецию приехал Перно, который предложил Мелпо сотрудничество, чтобы записать на фонограмму традиционную греческую музыку.
Для этой цели было создано первоначальное «Общество демотической песни» и подписан контракт с Парижским университетом.
В сотрудничестве с другими греческими интеллектуалами, Мелпо Мерлье собрала с 1929 по 1931 год коллекцию 220 фонограмм с 660 народными песнями.
В 1930 году она создала «Музыкальный и Фольклорный архив», а затем в 1933 году «Архив Малоазийского фольклора»
В 1930 году она также записала на диски большой объём Византийской музыки, с голосами митрополита Самоса Иринея Папамихаил (1878—1963), Симона Караса (1903—1999) и его только что созданного хора, и двух певчих из Мегара, Димитриса Папапостолиса (1869—1933) и Димитриса Карониса (1891—1955).
В её собрании представлены все три вида Византийской мелодии, которые она считала доминирующими в традиции и по её мнению непременно подлежали исследованию.
Согласно взглядам Мелпо Мерлье: «Хорошая или плохая, эта традиция доминирует и сегодня, рядом со стандартной музыкой церкви, и должна быть изучена».

## Центр Малоазийских исследований

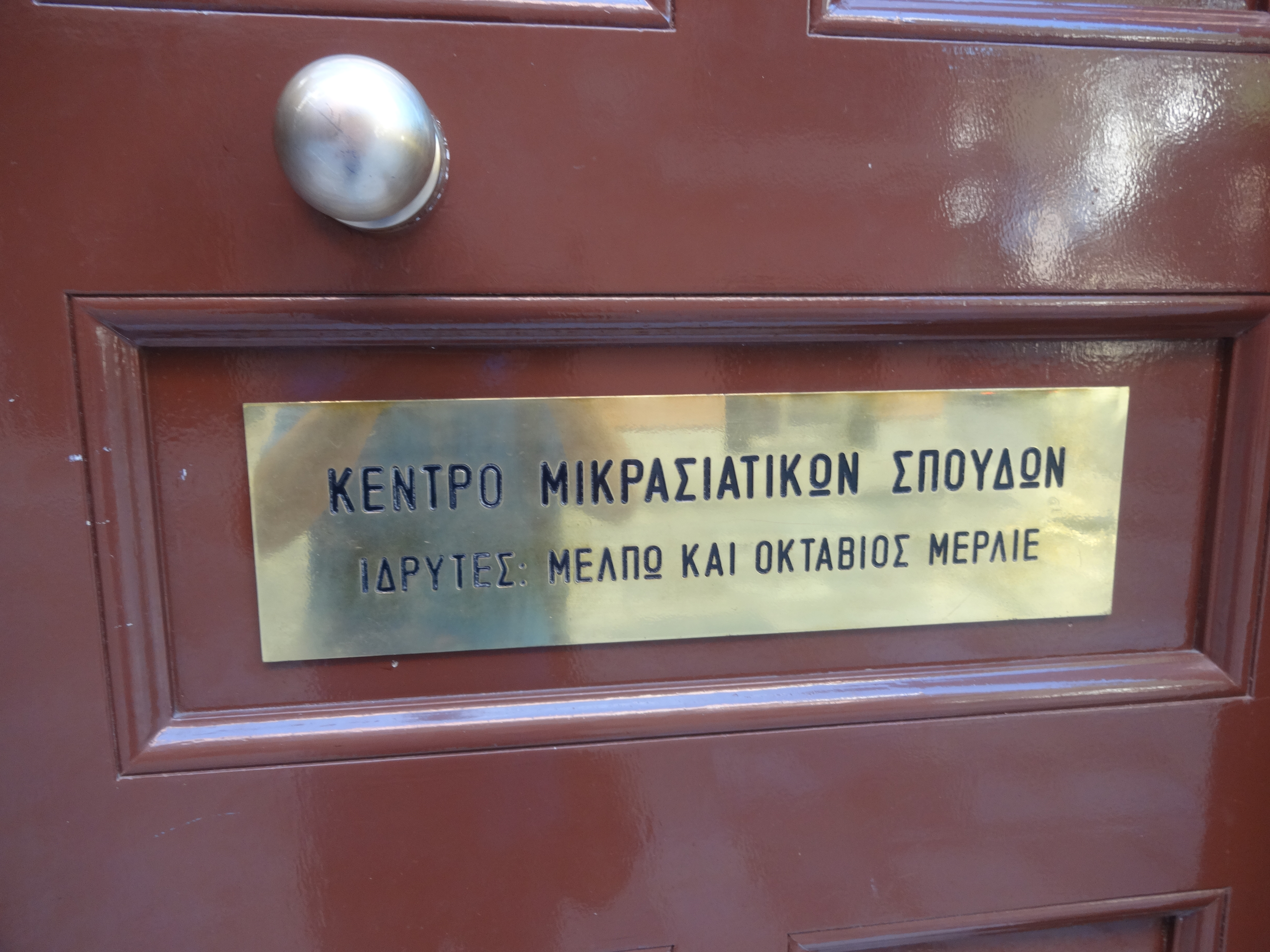
Вход в «Центр Малоазийских исследований — Октавий и Мелпо Мерлье».

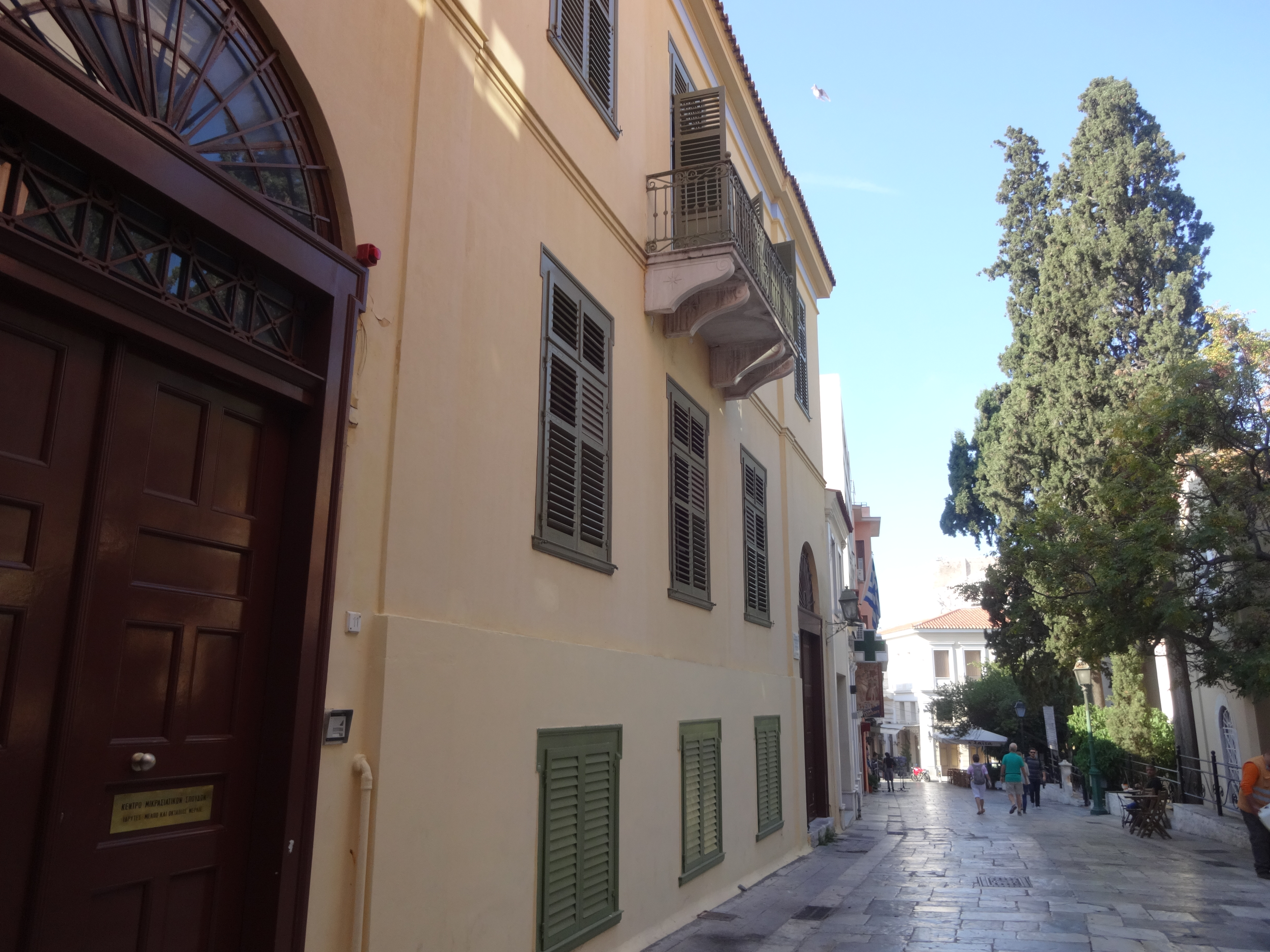
Здание «Центра Малоазийских исследований» в квартале Плака, у подножия Афинского акрополя и напротив бывшей русской посольской церкви.

За 3 года до прибытия четы Мерлье в Грецию страну потрясли страшные события.
В 1919 году, по мандату Антанты, греческая армия заняла западное побережье Малой Азии. Севрский мирный договор 1920 года закрепил временный контроль региона за Грецией, с перспективой решения его судьбы через 5 лет на референдуме населения.
Завязавшиеся здесь бои с кемалистами стали приобретать характер войны, которую греческая армия была вынуждена вести уже в одиночку. Из союзников, Италия с самого начала поддержала кемалистов, Франция, решая свои задачи, стала также оказывать им поддержку. Однако греческая армия прочно удерживала свои позиции. Геополитическая ситуация изменилась коренным образом и стала роковой для греческого населения Малой Азии после парламентских выборов в Греции, в ноябре 1920 года. Под лозунгом «мы вернём наших парней домой» и получив поддержку, значительного в тот период, мусульманского населения, на выборах победили монархисты. Возвращение в страну германофила короля Константина освободило союзников от обязательств по отношению к Греции. Уже в иной геополитической обстановке и не решив вопрос с греческим населением Ионии, монархисты продолжили войну. Правление монархистов завершилось поражением армии и резнёй и изгнанием коренного населения Ионии. Этническая чистка коснулась и культурного наследия. Все греческие сёла и города были разрушены, в регионе не осталось ни одной греческой школы или церкви. Геноцид был завершён насильственным обменом населения, который задел и греческое население жившее далеко от театра событий. Окатвий Мерлье писал: «Потеря Малой Азии означала конец 20 веков истории … 1453 год означал конец Византии. 1922 год был более трагическим, потому что принёс собой конец малоазийского эллинизма»:A-217.
Страна приняла 1,5 миллиона беженцев из Малой Азии:A-218.
Греческое государство было занято ежедневными вопросами размещения и обеспечения этой массы обездоленных людей. Если материальные памятники малоазийского эллинизма были разрушены или остались в турецких руках и только немногочисленные иконы были вывезены беженцами, то Мелпо и Октавий осознали острую необходимость в спасении музыкального, филологического и фольклорного наследия малоазийского эллинизма.
Начало последовавшей деятельности положила Мелпо, записав на фонограмму 104 песни Понта (82 песни восточного Понта — 24 песни понтийцев Кавказа, 32 из округа Трапезунда и 26 из округа Аргирополя) и 22 из западного Понта (9 из Керасунды, 7 из Инои и 6 из Инеполиса).
Со временем, созданный четой Мерлье, «Музыкальный лаографический архив» превратился в Центр Малоазийских исследований — Фонд Мелпо и Октавия Мерлье.
В ходе огромной работы Мелпо записала и спасла рассказы и песни 2150 греческих сёл и городов Малой Азии:Β-106.

## Работы и специальные издания
- Песни Румелии (Μέλπω Μερλιέ, Τραγούδια της Ρούμελης, 1931).
- Музыкальная традиция в Греции (Μέλπω Μερλιέ, Μουσική παράδοση στην Ελλάδα, δοκίμιο, 1935 (επίσης Μουσική Λαογραφία)
- Очерк о греческой народной музыке (Μέλπω Μερλιέ, Essai d’un Tableau du Folklore Musical Grec, 1935.)
- Последний эллинизм Малой Азии (Οκτάβιος και Μέλπω Μερλιέ, Ο τελευταίος ελληνισμός της Μικράς Ασίας. Έκθεση του έργου του Κέντρου Μικρασιατικών Σπουδών (1930—1973). Κατάλογος. Με πολλές εικόνες και χάρτες εκτός κειμένου, 1974).